# Classe G3
A Classe G3 foi uma classe de cruzadores de batalha planejada pela Marinha Real Britânica e que teria sido composta por quatro embarcações. Os navios foram desenvolvidos a partir de 1920 em resposta aos ambiciosos programas de construção naval por parte de Estados Unidos e Japão para o pós-Primeira Guerra Mundial, o que ameaçaria a superioridade numérica britânica. A Classe G3 acabou cancelada no início de 1922 após o Reino Unido assinar o Tratado Naval de Washington, que limitava o deslocamento e o tamanho dos canhões principais de navios capitais. Seu projeto incorporaria um incomum arranjo da bateria principal, concentrando-a à vante e à meia-nau.
Os cruzadores de batalha da Classe G3, como originalmente projetados, seriam armados com uma bateria principal de nove canhões de 406 milímetros montados em três torres de artilharia triplas. Teriam um comprimento de fora a fora de 260 metros, boca de 32 metros, calado de onze metros e um deslocamento de 54,7 mil toneladas. Seus sistemas de propulsão seriam compostos por vinte caldeiras a óleo combustível que alimentariam quatro conjuntos de turbinas a vapor, que por sua vez girariam quatro hélices até uma velocidade máxima de 32 nós (59 quilômetros por hora). Os navios teriam um cinturão principal de blindagem que ficaria entre 305 e 356 milímetros de espessura.

## Desenvolvimento
Os Estados Unidos anunciaram em 1916 sua intenção de criar a mais poderosa marinha do mundo, autorizando a construção de vários couraçados e cruzadores de batalha. Em resposta, o Japão também começou um grande programa de construção naval. A Marinha Real Britânica tinha construído os dois cruzadores de batalha da Classe Renown durante a Primeira Guerra Mundial, com os únicos outros navios capitais cuja construção tinha sido iniciada foram os cruzadores de batalha da Classe Admiral. Entretanto, este projeto foi questionado depois da Batalha da Jutlândia em 1916 e três dos navios foram cancelados, com apenas o HMS Hood sendo finalizado com um projeto modificado.
O plano dos Estados Unidos foi atrasado pela necessidade de construir embarcações menores para o esforço de guerra. Mesmo assim, o Almirantado Britânico estimou que a Marinha Real estaria atrás no número de navios no início da década de 1920. Os britânicos obtiveram acesso à tecnologia alemã por meio dos navios da Frota de Alto-Mar que tinham sido recuperados depois desta ter deliberadamente se afundado em Scapa Flow em 1919. Um comitê concluiu que qualquer novo navio deveria ser capaz de alcançar a velocidade dos cruzadores de batalha norte-americanos da Classe Lexington, que esperava-se que alcançassem 32 nós (59 quilômetros por hora). Consequentemente, foram preparados uma série de projetos com deslocamentos variando entre 45,2 e 54 mil toneladas, com as únicas limitações sendo a capacidade de usar docas secas britânicas e poder passar pelo Canal de Suez. Estes projetos foram designados com letras em sentindo inverso, começando com K e indo até G. Os projetos de couraçados também sob consideração seguiam o mesmo esquema de L em diante.
As primeiras duas propostas, "K2" e "K3", tinham uma disposição geral similar ao Hood, porém eram armadas com oito ou nove canhões de 457 milímetros em quatro torres de artilharia duplas ou três triplas, respectivamente. O numeral da designação indicava o número de canhões em cada torre. Estes projetos seriam enormes, com deslocamento entre 52,8 e 54 mil toneladas, podendo chegar a trinta nós (56 quilômetros por hora) e utilizar apenas uma única ex-doca flutuante alemã e uma doca seca em Liverpool. A proposta seguinte foi a "J3", que economizava dez mil toneladas ao reduzir o armamento principal para nove canhões de 381 milímetros e um convés blindado de 102 milímetros. A redução de tamanho permitiria que usasse as mesmas docas secas que o Hood, além de também passar pelo Canal de Suez e Canal do Panamá. O projeto "I3" seguiu outro caminho para economizar peso e concentrou o armamento principal à meia-nau, com a terceira torre de artilharia ficando entre a superestrutura de vante e as chaminés. As consequentes economizas de peso deste projeto foram anuladas por um peso maior dos maquinários e casco, assim seu deslocamento era apenas ligeiramente inferior à "K3". Entretanto, poderia usar as docas de Rosyth e Portsmouth e passar por Suez e Panamá, assim que Suez tivesse sua profundidade aumentada. Sua principal deficiência era que o armamento principal tinha pontos cegos à ré de mais de quarenta graus. Várias variantes do projeto "H3" foram avaliadas com um número reduzido de torres de artilharia. "H3a" tinha as duas torres à vante da superestrutura, enquanto "H3b" tinha uma à vante e outra à ré da superestrutura de vante. "H3c" mantinha a mesma disposição de "H3b", mas abaixava as torres em um convés para economizar 1 270 toneladas em relação às 46 mil toneladas de "H3b". Todos estes tinham uma velocidade máxima de 33 nós (61 quilômetros por hora), porém o número reduzido de torres não era desejável, assim o projeto "G3" foi proposto com três torres de artilharia triplas com canhões de 419 milímetros.
Este projeto foi aprovado no final de 1920, mas mudanças foram feitas e os planos foram finalizados no início do ano seguinte, com a potência total dos navios sendo reduzida de 180 mil cavalos-vapor para 160 mil, enquanto o armamento principal também foi reduzido de canhões de 419 milímetros para 406 milímetros.

## Projeto

### Características
Os cruzadores de batalha da Classe G3 seriam consideravam maiores que seus predecessores da Classe Admiral. Teriam um comprimento de fora a fora de 260,9 metros, boca de 32,3 metros e um calado máximo de onze metros. Teriam um deslocamento normal de 49,2 mil toneladas e um deslocamento carregado de 54 774 toneladas, mais de oito mil toneladas a mais do que embarcações anteriores. Sua altura metacêntrica seria de 2,4 metros em deslocamento carregado.
O elemento mais marcante do projeto era a concentração da bateria principal à vante da ponte de comando e dos maquinários. Este arranjo permitiria um grande comprimento com o peso da blindagem sendo o mínimo necessário. A consequente perda de poder de fogo à ré foi considerada justificada porque a intenção era que eles sempre disparassem suas armas pela lateral. Outro elemento era sua estrutura de torre para a ponte de comando, que ficaria à ré das duas primeiras torres de artilharia. Isto proporcionaria uma fundação melhor e mais estável para os equipamentos de controle de disparo, também melhorando as acomodações da tripulação e a proteção contra o clima.

### Propulsão
O sistema de propulsão seria composto por quatro conjuntos de turbinas a vapor, cada uma girando uma hélice. As turbinas ficariam arranjadas em três salas de máquinas. A sala mais de vante abrigaria as duas turbinas que girariam as hélices externas, a sala do meio abrigaria a turbina da hélice interna de bombordo e a sala de ré ficaria com a turbina da hélice interna de estibordo. As turbinas seriam alimentadas pelo vapor gerado por vinte caldeiras de pequenos tubos Yarrow divididas em nove salas das caldeiras. Este sistema foi projetado para uma potência indicada de 163 200 cavalos-vapor (120 mil quilowatts) trabalhando a uma pressão de duzentas libras-força por polegada quadrada (1 379 quilopascais) a uma temperatura de duzentos graus Celsius. A velocidade máxima de 32 nós (59 quilômetros por hora). Teriam um armazenamento máximo de 5,1 mil toneladas de óleo combustível, o que proporcionaria uma autonomia máxima de sete mil milhas náuticas (treze mil quilômetros) a dezesseis nós (trinta quilômetros por hora).

### Armamento
O arranjo da bateria principal em torres de artilharia triplas era algo inédito para a Marinha Real, porém empresas britânicas já tinham se envolvido previamente na produção de torres triplas para projetos de marinhas estrangeiras. A escolha de armas com uma alta velocidade de saída e projéteis relativamente leves era uma prática tirado dos alemães, sendo o oposto do que os britânicos costumavam fazer em canhões anteriores, que tinha uma velocidade de saída mais baixa disparando projéteis pesados.
O armamento principal da Classe G3 seria composto por nove canhões Marco I calibre 45 de 406 milímetros montados em três torres de artilharia Marco I triplas movidas hidraulicamente, designadas "A", "B" e "X" de vante a ré. Estas armas poderiam abaixar até três graus negativos e elevar até quarenta graus. Cada canhão teria a disposição um carregamento de 116 projéteis. Estes pesariam 929 quilogramas e seriam disparados a uma velocidade de saída de 810 metros por segundo. Em elevação máxima o alcance máximo seria de 35 quilômetros. O armamento secundário consistiria em dezesseis canhões Marco XXII de 152 milímetros montados em oito torres de artilharia duplas, a primeira vez que um armamento secundário de um navio capital britânico não seria instalado em casamatas desde os pré-dreadnoughts da Classe Lord Nelson. Quatro torres ficariam nas laterais da superestrutura de vante, enquanto as quatro restantes ficariam na popa. As torres de vante teriam 150 projéteis para cada arma, enquanto as de ré teriam 110 para cada canhão. Poderiam abaixar até cinco graus negativos e elevar até sessenta graus. Disparariam projéteis de 45 quilogramas a uma velocidade de saída de 898 metros por segundo. Seu alcance máximo seria de 23,6 quilômetros a uma elevação de 45 graus. A cadência de tiro seria de cinco disparos por minuto.
O armamento antiaéreo seria de seis canhões Marco VII de 120 milímetros. Poderiam abaixar até cinco graus negativos e elevar até noventa graus. Disparariam projéteis altamente explosivos de 23 quilogramas a uma velocidade de saída de 749 metros por segundo a uma cadência de tiro de oito a doze disparos por minuto. As armas teriam uma altura máxima de disparo de 9,8 quilômetros, porém o alcance efetivo seria muito menor. Também teriam 32 canhões Marco VIII de 40 milímetros em quatro montagens óctuplas, duas nas laterais das chaminés e duas na popa. Cada canhão teria um carregamento de 1,3 mil projéteis. Estas armas disparariam projéteis de 910 gramas a uma velocidade de saída de 590 metros por segundo para um alcance máximo de 3,5 quilômetros. A cadência de tiro seria de aproximadamente 96 a 98 disparos por minuto.
A bateria principal seria controlada por uma de três torres de controle diretor. A principal ficaria no alto da superestrutura de vante, a segunda ficaria montada no teto da torre de comando dentro de uma cobertura blindada, enquanto a última ficaria mais para ré. Cada torre de artilharia principal teria seu próprio telêmetro de coincidência de 12,5 metros que ficaria dentro de abrigo blindado instalado no teto da torre. O armamento secundário seria controlado por três torres de controle diretor localizadas nas laterais da ponte de comando e mais para ré. As armas antiaéreas seriam controladas por um sistema de controle de ângulos elevados colocados no alto da superestrutura de vante. Cada montagem de 40 milímetros também teria seu próprio diretório com um telêmetro mais à ré. Dois telêmetros de torpedos com 4,6 metros ficariam nas laterais da chaminé.
As embarcações da Classe G3 também seriam equipadas com dois tubos de torpedo submersos, um em cada lateral, assim como havia ocorrido em classes anteriores de cruzadores de batalha britânicos. Seu compartimento ficaria localizado pouco a vante do depósito de munição da primeira torre de artilharia, no convés de plataforma. Os navios teriam um carregamento de seis torpedos de 622 milímetros por tubo em tempos de paz, mas este número poderia crescer para oito em tempos de guerra. Estes torpedos seriam do modelo Marco I com uma ogiva de 337 quilogramas de trinitrotolueno e impulsionados por ar oxigênio enriquecido. Teriam duas configurações de velocidade que por sua vez afetariam o alcance máximo: 13,7 quilômetros a 35 nós (65 quilômetros por hora) ou 18,3 quilômetros a trinta nós (56 quilômetros por hora).

### Blindagem
A Classe G3 seria a primeira de dreadnoughts britânicos a usar um esquema de blindagem "tudo ou nada". Blindagem de média espessura tinha se mostrado inútil em parar projéteis grandes durante a Primeira Guerra Mundial, assim as áreas vitais dos navios seriam protegidas pela blindagem de maior espessura possível e o resto ficaria desprotegido. O uso desse sistema começou com os couraçados da Classe Nevada da Marinha dos Estados Unidos. Entretanto, este sistema de proteção também exigia que a cidadela blindada tivesse uma reserva de flutuabilidade suficiente para manter a embarcação estável mesmo se o resto do casco estivesse perfurado por disparos inimigos.
O cinturão principal teria uma espessura máxima de 356 milímetros, com o topo da blindagem ficando angulado para fora em dezoito graus. Este ângulo aumentava a espessura relativa contra disparos horizontais a curta-distância, porém ao custo de reduzir sua altura relativa, o que aumentaria as chances de projéteis em mergulho disparados de mais de longe passassem por cima ou por baixo. Teria 159,1 metros de comprimento desde a barbeta da primeira torre de artilharia principal até o depósito de munição de ré das armas de 152 milímetros. O cinturão teria 4,3 metros de altura, das quais 1,4 metro ficariam abaixo da linha de flutuação. Apenas os 78,9 metros de vante do cinturão teria a espessura máxima, reduzindo-se para 305 milímetros pelo restante do comprimento. A extremidade inferior do cinturão na área dos depósitos de munição se estenderia para baixo por mais noventa centímetros com cem milímetros de espessura e inclinado em 36 graus com o objetivo de impedir que um projétil chegasse nos depósitos por meio de uma onda em alta velocidade. As extremidades de vante e ré do cinturão terminavam em anteparas transversais de 305 e 254 milímetros de espessura, respectivamente. O cinturão na linha de flutuação continuava à vante por mais catorze metros com uma espessura de 152 milímetros que reduzia-se para 57 milímetros em dois degraus.
As chaminés e poços de ventilação das salas das caldeiras seriam cercadas por uma caixa blindada de 35,4 metros de comprimento que tinha a intenção de impedir que disparos vindos de ré chegassem no depósito de munição da terceira torre de artilharia principal. Esta caixa se estreitaria em um ângulo de 21 graus e teria uma espessura máxima de 305 milímetros na área mais próxima do depósito. À ré se reduziria em degraus para 229, 152, 127 e 102 milímetros. O convés blindado teria o mesmo comprimento do cinturão e se inclinaria para baixo em 2,5 graus a fim de se encontrar com a extremidade superior do cinturão. Sua espessura máxima seria de 203 milímetros da primeira barbeta até sobre as salas das caldeiras, afinando-se para 102 milímetros sobre a sala de máquinas e caldeiras de ré. Sua espessura diminuiria para 180 milímetros sobre a sala de máquinas de ré e cobriria os depósitos das armas secundárias. O convés se estenderia por catorze metros à vante sobre os compartimentos de torpedos com uma espessura de 203 milímetros, depois se afinando para 152 milímetros. A extensão de ré seria de 32,5 metros com 127 milímetros até os últimos 8,3 metros, quando reduziria para 76 milímetros.
As frentes das torres de artilharia teriam 444 milímetros de espessura, as laterais teriam entre 229 e 330 milímetros, enquanto os tetos teriam 203 milímetros. A blindagem das barbetas ficaria entre 279 e 356 milímetros. A proteção da torre de comando seria de 229 a 305 milímetros, enquanto os tubos de comunicação para o convés superior teriam 203 milímetros. O diretório de controle de disparo no topo da torre de comando seria protegido por uma cobertura que teria entre 76 e 127 milímetros.
Os navios da Classe G3 teriam protuberâncias antitorpedo projetadas para aguentar a explosão de uma ogiva de 340 quilogramas. Consistiriam em um espaço externo vazio, um espaço de flutuabilidade interno e uma antepara de torpedo formada por duas camadas de aço de 22 milímetros cada. A antepara ficaria 4,1 metros de distância da lateral externa da embarcação. Testes posteriores feitos em uma réplica deste sistema mostraram que preencher o espaço de flutuabilidade com água em vez de tubos de esmagamento selados como havia sido feito do Hood era tão eficiente quanto e também mais leve. Um sistema de ar comprimido iria empurrar a água para fora dos espaços de flutuabilidade e corrigir inclinações dentro de quinze minutos depois do impacto de dois torpedos. Haveria também um fundo duplo com 1,5 a 2,1 metros de profundidade.

## Cancelamento
Os contratos de construção para quatro cruzadores de batalha da Classe G3 foram concedidos em 24 de outubro de 1921 após um processo de licitação para os estaleiros da John Brown, Swan Hunter, William Beardmore e Fairfield. Uma delegação do Almirantado visitou a John Brown e depois disso desenhos de construção detalhados foram enviados à empresa em 3 de novembro, com um pedido que cópias fossem enviadas urgentemente aos outros estaleiros. Trabalhos prosseguiram na John Brown pelas duas semanas seguintes nos blocos da quilha e placas do casco. Instruções e emendas continuaram a serem enviadas dos departamentos do Almirantado até 25 de novembro.
A Conferência Naval de Washington sobre controle de armamentos começou em 11 de novembro de 1921 entre as cinco principais potências navais do mundo, o que levou à suspensão da construção no dia 18. A classe foi cancelada em 21 de fevereiro de 1922, depois da assinatura do Tratado Naval de Washington, que proibia a construção de qualquer embarcação maior que 36 mil toneladas. Não existem evidências fotográficas de que o batimento de quilha de algum dos navio chegou a ocorrer, sendo presumido que suas obras nunca chegaram a começar, porém o Almirantado chegou a pagar a John Brown pelos trabalhos e materiais que seriam usados em um batimento.
Muitos aspectos do projeto da Classe G3 acabaram sendo incorporados ao projeto dos couraçados da Classe Nelson, que foram muitas vezes descritos como sendo versões reduzidas dos couraçados da Classe N3 e também dos cruzadores de batalha da Classe G3. A Classe Nelson recebeu a designação O3, fazendo-a o projeto seguinte na sequência após a Classe N3, tendo sido armados com os mesmos canhões de 406 milímetros planejados para Classe G3 para cumprir as limitações do Tratado Naval de Washington.